# Montrelais
Montrelais est une commune de l'Ouest de la France, située dans le département de la Loire-Atlantique, en région Pays de la Loire.
La commune possède un important passé minier lié à l'exploitation du bassin houiller de Basse Loire par la compagnie des mines de Montrelais.

## Géographie

### Situation

Situation de la commune de Montrelais dans le département de la Loire-Atlantique.

Montrelais est située le long de la Loire, à 55 km de Nantes et 35 km d’Angers et à 18 km à l'est d'Ancenis.
Les communes limitrophes sont Loireauxence, dans le département de la Loire-Atlantique, et Ingrandes-Le Fresne sur Loire et Mauges-sur-Loire en Maine-et-Loire.
|              | Loireauxence           |                               |
| Loireauxence | Montrelais             | Ingrandes-Le Fresne sur Loire |
|              | Loire Mauges-sur-Loire |                               |

### Hydrographie
Outre la Loire qui borde la partie sud de la commune, on trouve le ruisseau de Bray ainsi qu'un ancien bras de la Loire, la Boire Torse.

### Géologie
La commune est traversée par le bassin houiller de Basse Loire. Celui-ci commence à Nort-sur-Erdre à une quarantaine de kilomètres de la commune et se termine à Doué-la-Fontaine en Maine-et-Loire.

### Climat
Pour des articles plus généraux, voir Climat des Pays de la Loire et Climat de la Loire-Atlantique.
En 2010, le climat de la commune est de type climat océanique altéré, selon une étude du CNRS s'appuyant sur une série de données couvrant la période 1971-2000. En 2020, Météo-France publie une typologie des climats de la France métropolitaine dans laquelle la commune est exposée à un climat océanique et est dans la région climatique  Bretagne orientale et méridionale, Pays nantais, Vendée, caractérisée par une faible pluviométrie en été et une bonne insolation. 
Pour la période 1971-2000, la température annuelle moyenne est de 12 °C, avec une amplitude thermique annuelle de 14 °C. Le cumul annuel moyen de précipitations est de 703 mm, avec 11,7 jours de précipitations en janvier et 5,6 jours en juillet. Pour la période 1991-2020, la température moyenne annuelle observée sur la station météorologique de Météo-France la plus proche, sur la commune d'Angrie à 20 km à vol d'oiseau, est de 12,3 °C et le cumul annuel moyen de précipitations est de 710,5 mm,. Pour l'avenir, les paramètres climatiques de la commune estimés pour 2050 selon différents scénarios d'émission de gaz à effet de serre sont consultables sur un site dédié publié par Météo-France en novembre 2022.

## Urbanisme

### Typologie
Au 1er janvier 2024, Montrelais est catégorisée commune rurale à habitat dispersé, selon la nouvelle grille communale de densité à sept niveaux définie par l'Insee en 2022.
Elle est située hors unité urbaine. Par ailleurs la commune fait partie de l'aire d'attraction d'Ancenis-Saint-Géréon, dont elle est une commune de la couronne,. Cette aire, qui regroupe 12 communes, est catégorisée dans les aires de 50 000 à moins de 200 000 habitants,.

### Occupation des sols
L'occupation des sols de la commune, telle qu'elle ressort de la base de données européenne d’occupation biophysique des sols Corine Land Cover (CLC), est marquée par l'importance des territoires agricoles (93,4 % en 2018), une proportion sensiblement équivalente à celle de 1990 (93,5 %). La répartition détaillée en 2018 est la suivante : 
terres arables (37,6 %), prairies (35,6 %), zones agricoles hétérogènes (20,1 %), zones urbanisées (3,1 %), eaux continentales (1,8 %), forêts (1,7 %). L'évolution de l’occupation des sols de la commune et de ses infrastructures peut être observée sur les différentes représentations cartographiques du territoire : la carte de Cassini (XVIIIe siècle), la carte d'état-major (1820-1866) et les cartes ou photos aériennes de l'IGN pour la période actuelle (1950 à aujourd'hui).

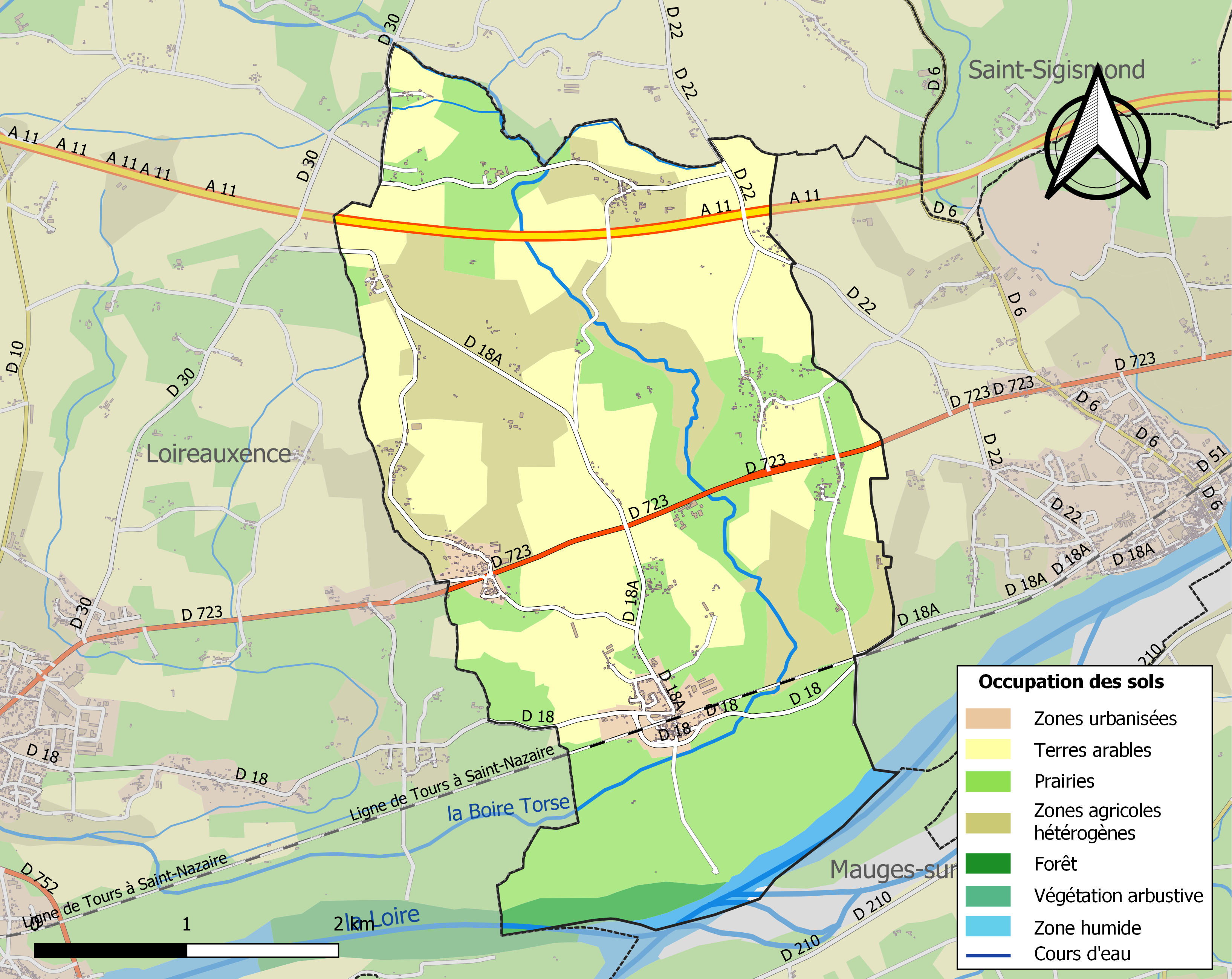
Carte des infrastructures et de l'occupation des sols de la commune en 2018 (CLC).

## Toponymie
Le nom de la localité est attesté sous les formes Monaterium Legum  en 1123, de Musterlensi en 1144, Mosterleis en 1196, Monosterium Legum en 1287, Monstrelais en 1624.
Montrelais est une commune anciennement située dans la zone de transition entre gallo et angevin au sein du continuum de langue d'oïl. La forme gallèse récemment proposée par l'Institut du Gallo est Monterlae .
La forme bretonne proposée par l'Office public de la langue bretonne est Mousterlez.

## Histoire
Au Moyen Âge, Montrelais est une seigneurie qui dépasse le territoire actuel. Elle englobe alors  La Chapelle-Saint-Sauveur (devenue paroisse autonome en 1767, puis commune en 1793) et Le Fresne-sur-Loire (devenue commune en 1904).
La compagnie des mines de Montrelais fut au XVIIIe siècle l'une des premières sociétés minières à exploiter du charbon, en utilisant des machines à feu de Thomas Newcomen. En 1767, la paroisse de La Chapelle-Saint-Sauveur se détache de Montrelais. En 1904, c'est Le Fresne-sur-Loire qui prend son indépendance.
Le 22 octobre 2015, le conseil municipal décide lors d'un vote de ne pas poursuivre la réflexion à laquelle la commune était associé avec Belligné, La Chapelle-Saint-Sauveur, La Rouxière et Varades, devant mener à la création de la commune nouvelle de Loireauxence qui ne sera finalement créée le 1er janvier 2016 qu'avec quatre communes.

## Héraldique
| Blason | Blasonnement : D'or à trois jumelles d'azur posées en bandes. Commentaires : Armes de la famille de Montrelais (sceau de 1218). Jean de Montrelais (mort en 1391) fut évêque de Vannes puis de Nantes. Hugues de Montrelais (mort en 1390) fut évêque de Tréguier, de Saint-Brieuc, puis cardinal et chancelier du duc Jean IV de Bretagne. |

## Politique et administration

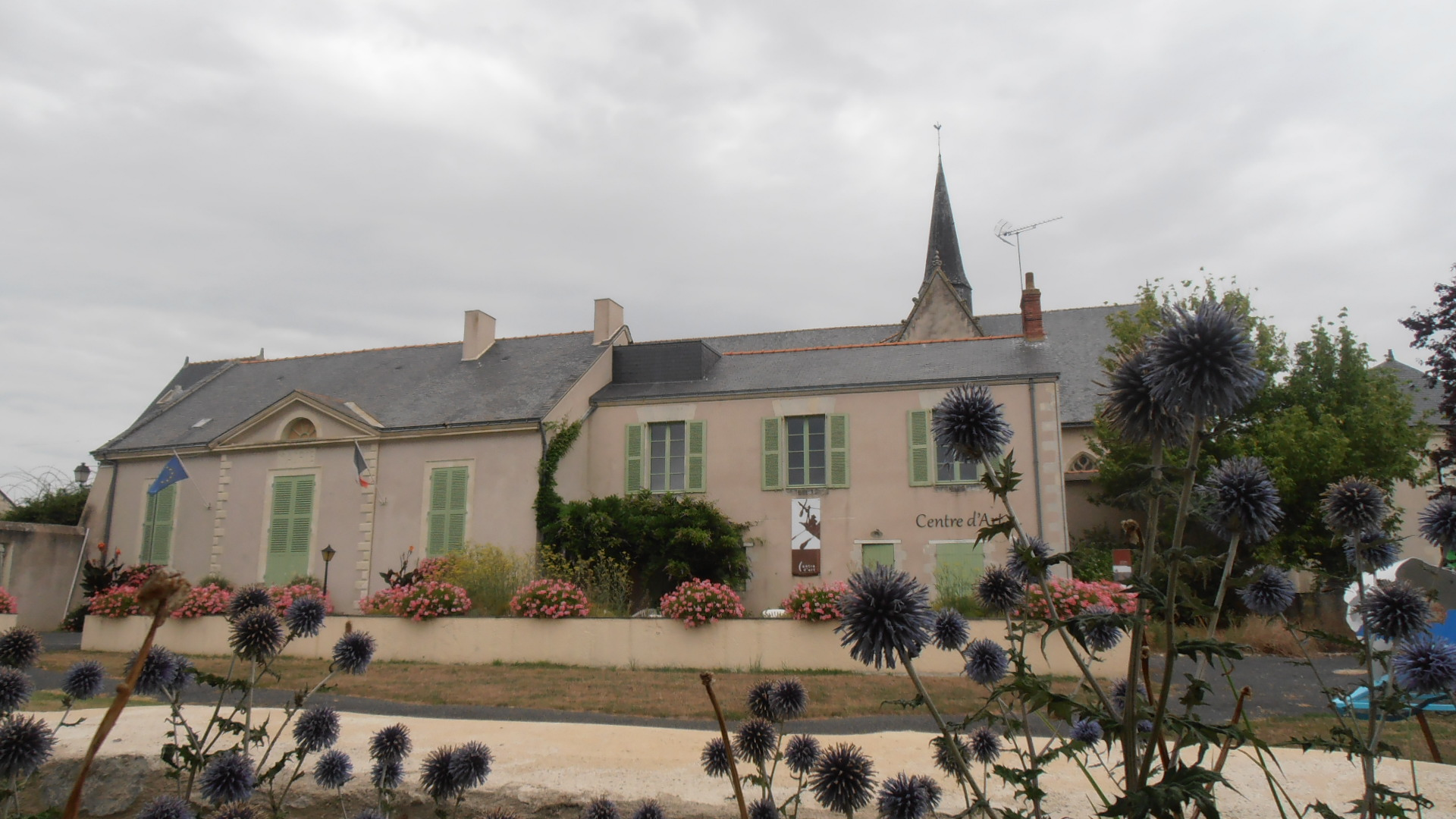
La mairie (à gauche)

| Période                                  | Période   | Identité            | Étiquette | Qualité   |
| ---------------------------------------- | --------- | ------------------- | --------- | --------- |
| 1831                                     | 1844      | Julien Pergeline    |           | négociant |
| mars 2001                                | mars 2008 | Marie-Andrée Dougé  |           |           |
| mars 2008                                | 2014      | Jean-Marcel Nicolas |           |           |
| 2014                                     | En cours  | Joël Jamin          |           |           |
| Les données manquantes sont à compléter. |           |                     |           |           |

## Population et société

### Démographie
Selon le classement établi par l'Insee, Montrelais est une commune multipolarisée. Elle fait partie de la zone d'emploi d'Anetz et du bassin de vie de Varades. Elle n'est intégrée dans aucune unité urbaine. Toujours selon l'Insee, en 2010, la répartition de la population sur le territoire de la commune était considérée comme « peu dense » : 88 % des habitants résidaient dans des zones « peu denses »  et 12 % dans des zones « très peu denses ».

#### Évolution démographique
La commune est démembrée en 1903 pour la création du Fresne-sur-Loire.
L'évolution du nombre d'habitants est connue à travers les recensements de la population effectués dans la commune depuis 1793. Pour les communes de moins de 10 000 habitants, une enquête de recensement portant sur toute la population est réalisée tous les cinq ans, les populations de référence des années intermédiaires étant quant à elles estimées par interpolation ou extrapolation. Pour la commune, le premier recensement exhaustif entrant dans le cadre du nouveau dispositif a été réalisé en 2008.

En 2022, la commune comptait 843 habitants, en évolution de −1,86 % par rapport à 2016 (Loire-Atlantique : +6,68 %, France hors Mayotte : +2,11 %).
| 1793  | 1800  | 1806  | 1821  | 1831  | 1836  | 1841  | 1846  | 1851  |
| ----- | ----- | ----- | ----- | ----- | ----- | ----- | ----- | ----- |
| 2 780 | 2 364 | 2 550 | 2 515 | 2 480 | 2 457 | 2 257 | 2 243 | 2 159 |

| 1856  | 1861  | 1866  | 1872  | 1876  | 1881  | 1886  | 1891  | 1896  |
| ----- | ----- | ----- | ----- | ----- | ----- | ----- | ----- | ----- |
| 2 061 | 1 976 | 1 979 | 1 960 | 1 888 | 1 845 | 1 749 | 1 636 | 1 619 |

| 1901  | 1906 | 1911 | 1921 | 1926 | 1931 | 1936 | 1946 | 1954 |
| ----- | ---- | ---- | ---- | ---- | ---- | ---- | ---- | ---- |
| 1 646 | 804  | 797  | 671  | 693  | 657  | 618  | 593  | 598  |

| 1962 | 1968 | 1975 | 1982 | 1990 | 1999 | 2006 | 2008 | 2013 |
| ---- | ---- | ---- | ---- | ---- | ---- | ---- | ---- | ---- |
| 558  | 514  | 541  | 587  | 587  | 664  | 791  | 827  | 864  |

| 2018 | 2022 | - | - | - | - | - | - | - |
| ---- | ---- | - | - | - | - | - | - | - |
| 844  | 843  | - | - | - | - | - | - | - |

#### Pyramide des âges
La population de la commune est relativement jeune.
En 2018, le taux de personnes d'un âge inférieur à 30 ans s'élève à 35,6 %, soit en dessous de la moyenne départementale (37,3 %). À l'inverse, le taux de personnes d'âge supérieur à 60 ans est de 20,0 % la même année, alors qu'il est de 23,8 % au niveau départemental.
En 2018, la commune comptait 426 hommes pour 418 femmes, soit un taux de 50,47 % d'hommes, légèrement supérieur au taux départemental (48,58 %).
Les pyramides des âges de la commune et du département s'établissent comme suit.
| Hommes | Classe d’âge | Femmes |
| ------ | ------------ | ------ |
| 0,0    | 90 ou +      | 0,2    |
| 5,6    | 75-89 ans    | 6,2    |
| 14,1   | 60-74 ans    | 13,9   |
| 23,7   | 45-59 ans    | 21,1   |
| 21,6   | 30-44 ans    | 22,5   |
| 10,6   | 15-29 ans    | 12,0   |
| 24,4   | 0-14 ans     | 24,2   |

| Hommes | Classe d’âge | Femmes |
| ------ | ------------ | ------ |
| 0,6    | 90 ou +      | 1,8    |
| 6      | 75-89 ans    | 8,6    |
| 15,1   | 60-74 ans    | 16,4   |
| 19,4   | 45-59 ans    | 18,8   |
| 20,1   | 30-44 ans    | 19,3   |
| 19,2   | 15-29 ans    | 17,4   |
| 19,5   | 0-14 ans     | 17,6   |

## Vie locale

### Culture
La commune accueille le Centre d'art de Montrelais, lieu d'exposition et de conférences.

## Lieux et monuments
L'ancienne mine de Montrelais qui appartenait à la Compagnie des mines de Montrelais témoigne du passé minier de la commune. On peut aussi noter les quatre villages de mineurs.
L'église Saint-Pierre, construite du XVe au XVIIIe siècle, est inscrite aux monuments historiques depuis 1982. Elle possède une grande verrière datant de 1535.

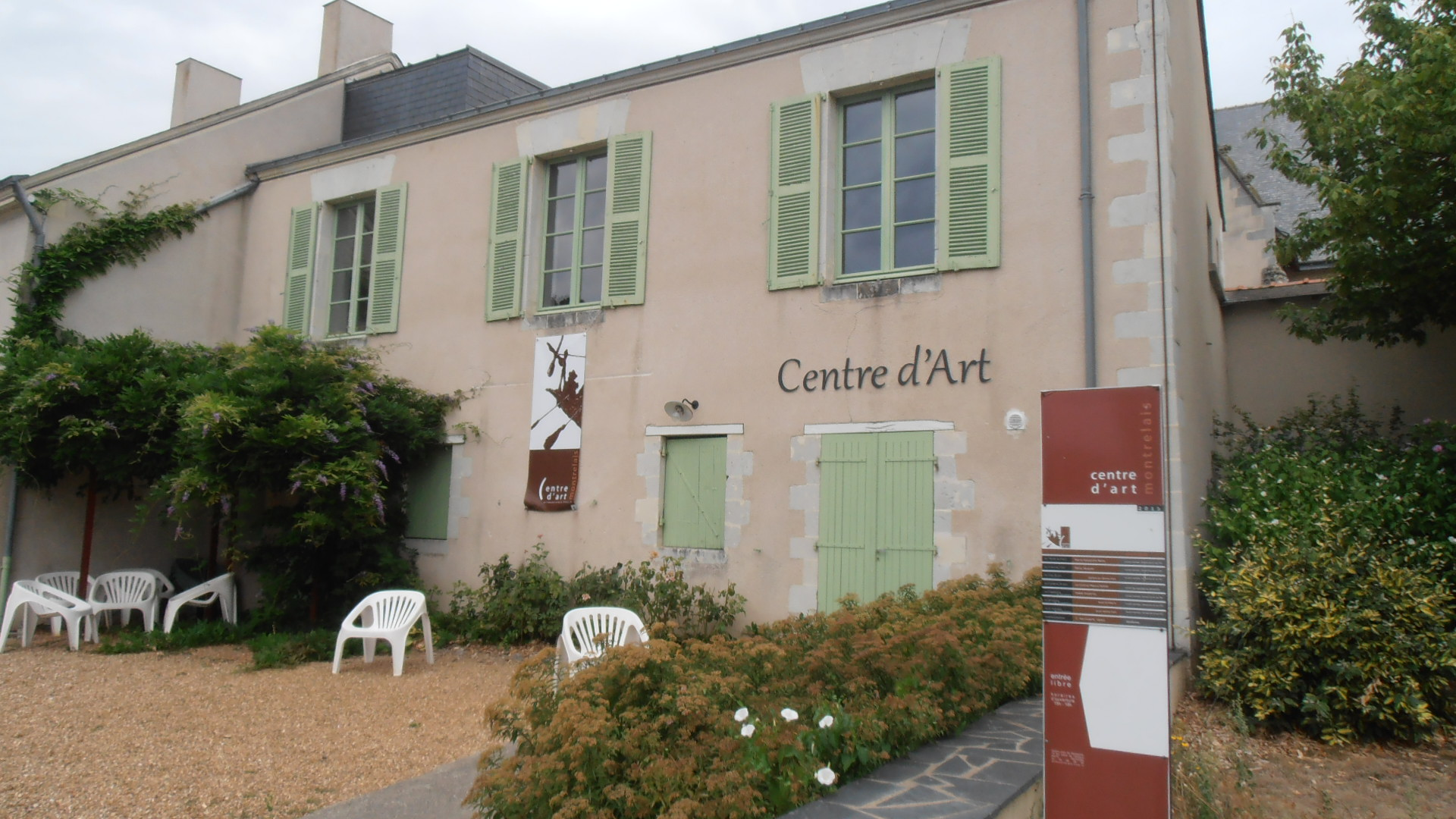
Le centre d'Art de Montrelais.
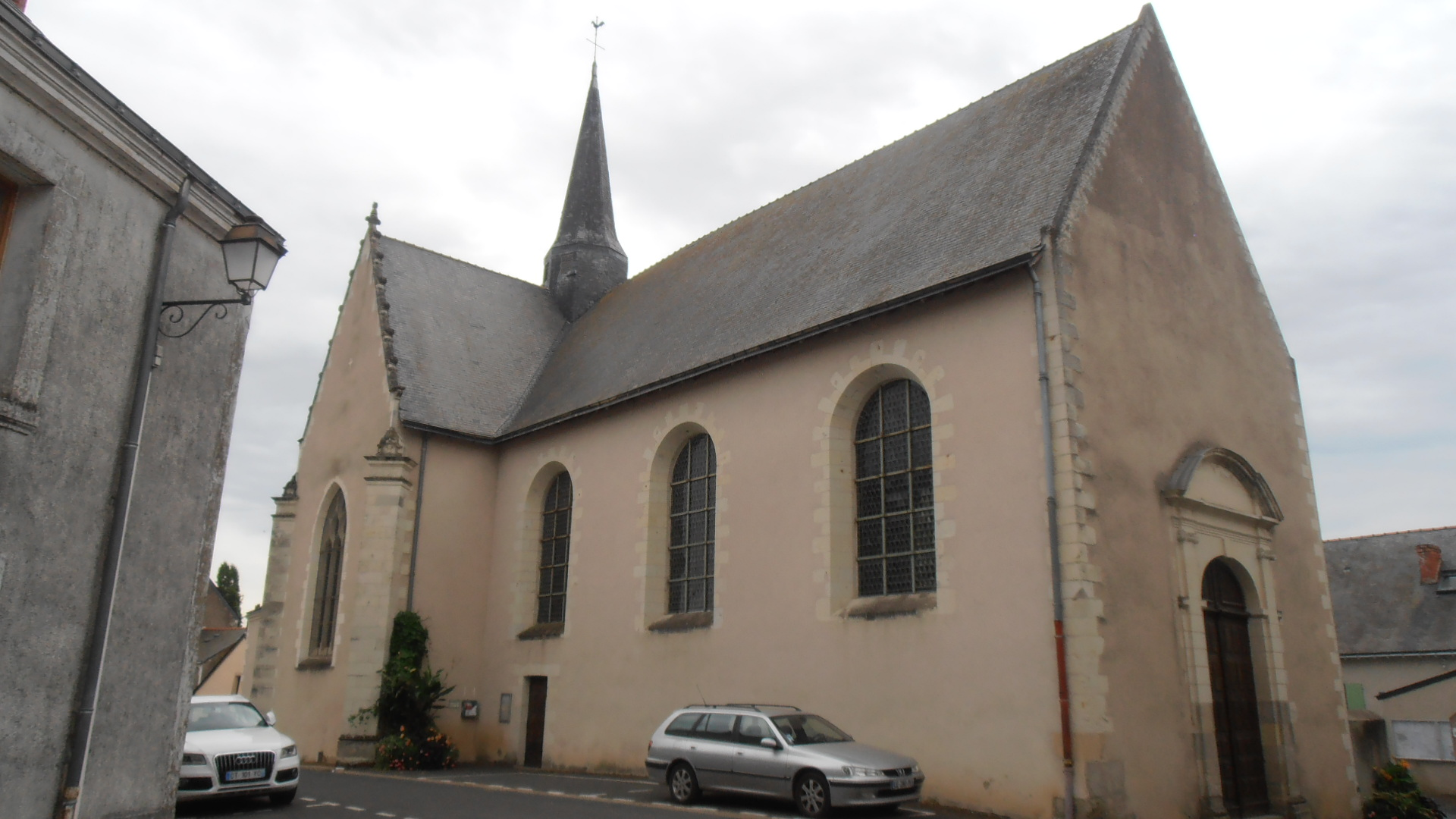
L'église Saint-Pierre.
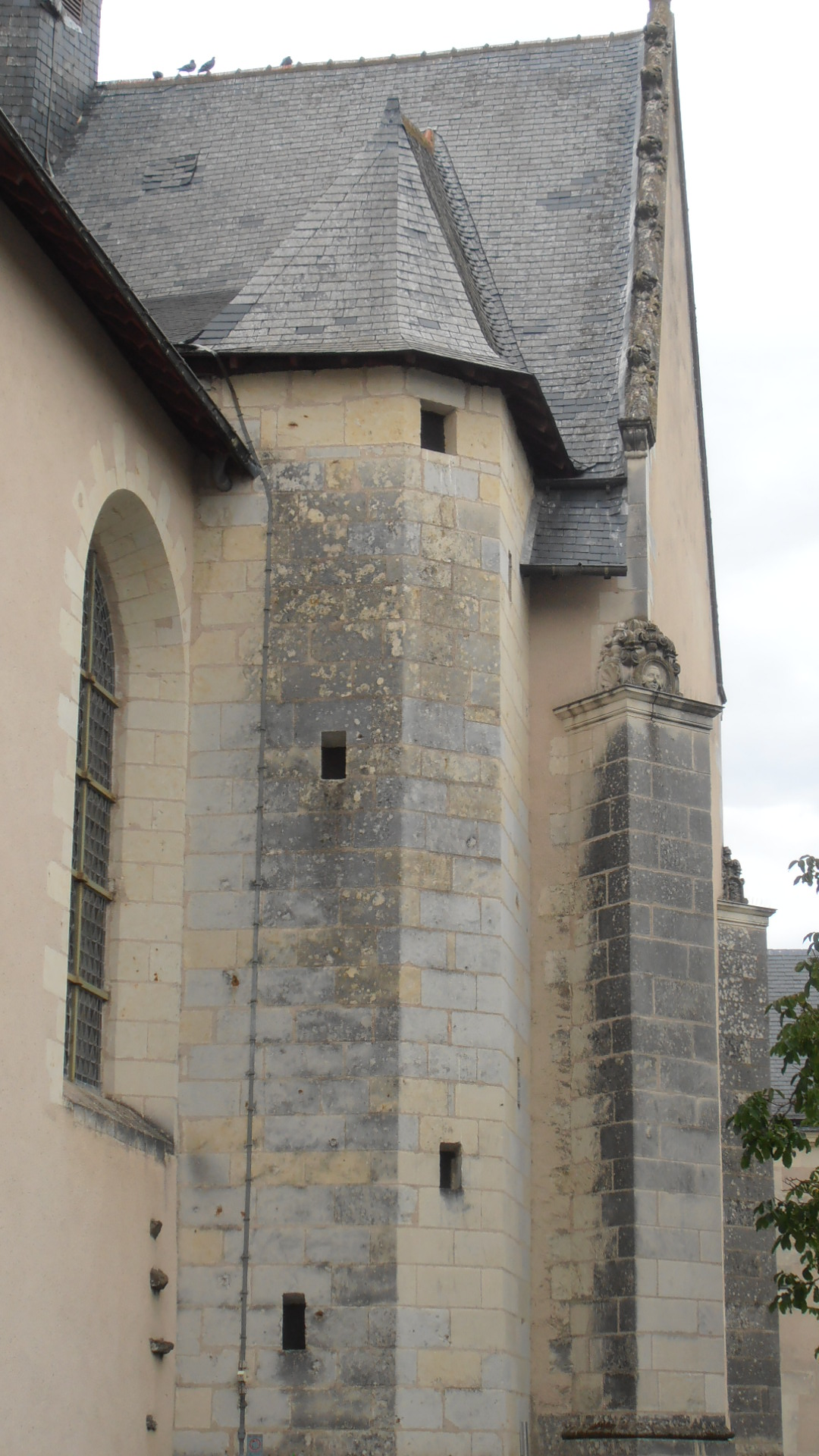
La tour de l'église.
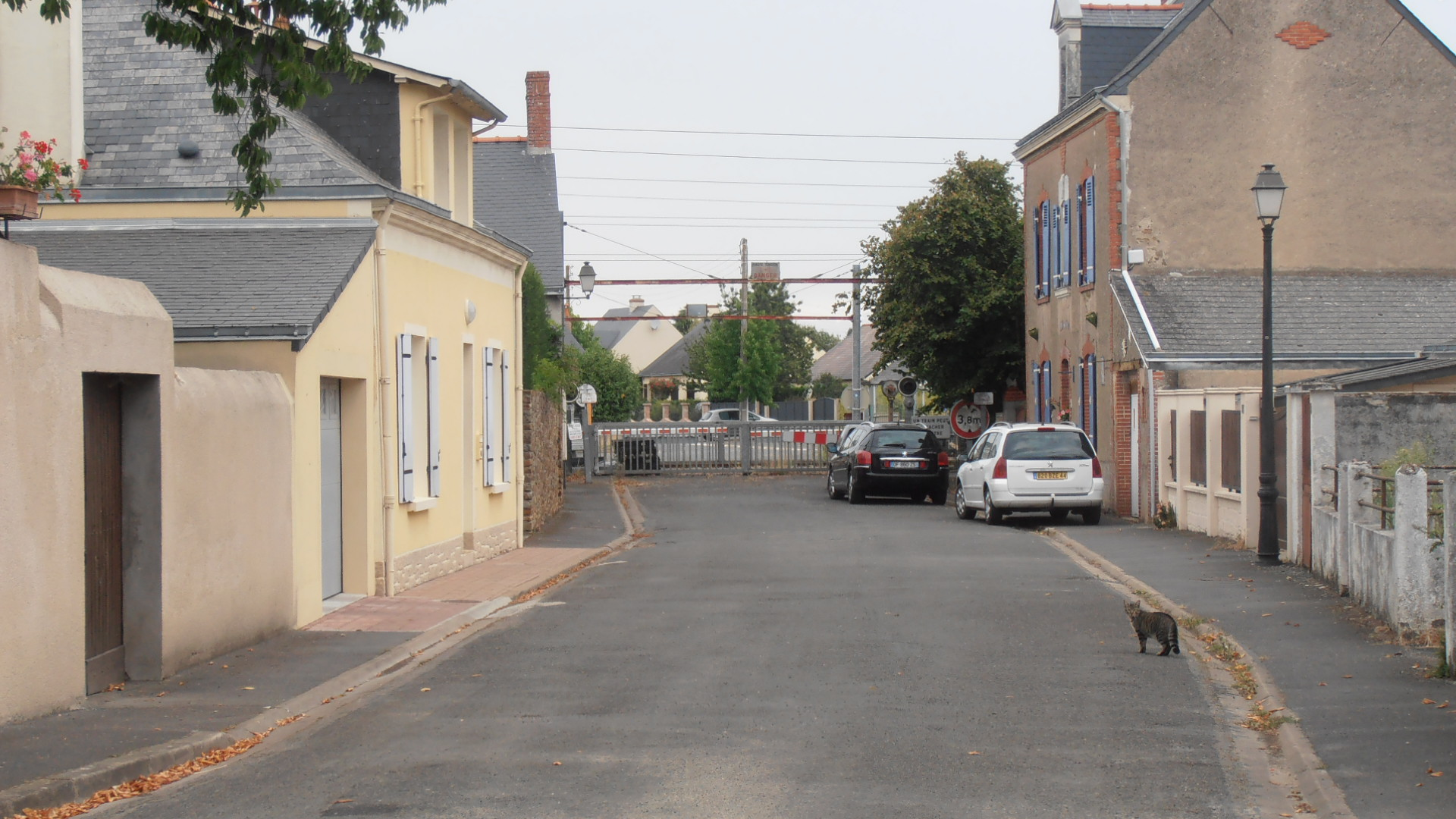
L'impasse de la gare située en plein cœur du village.
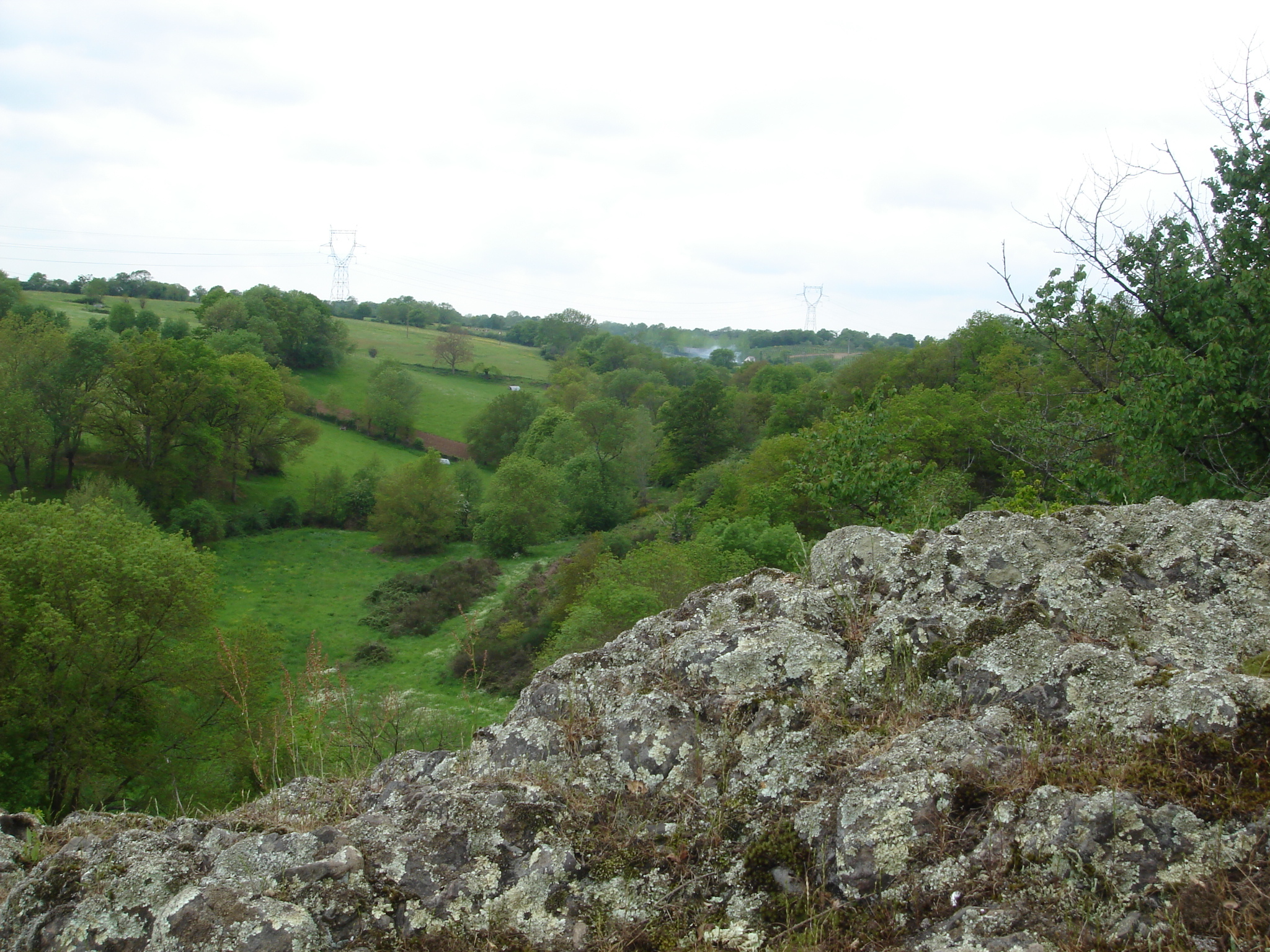
Vallée du ruisseau de Bray.

## Personnalités liées à la commune
- Hugues de Montrelais (-1384), évêque de Tréguier, de Saint-Brieuc puis de Nantes, cardinal ;
- Jean de Montrelais (-1391), évêque de Vannes puis de Nantes ;
- Rodolphe Bresdin, graveur né le 12 août 1822 à Montrelais, mort à Sèvres le 11 janvier 1885[27].